# أليتس

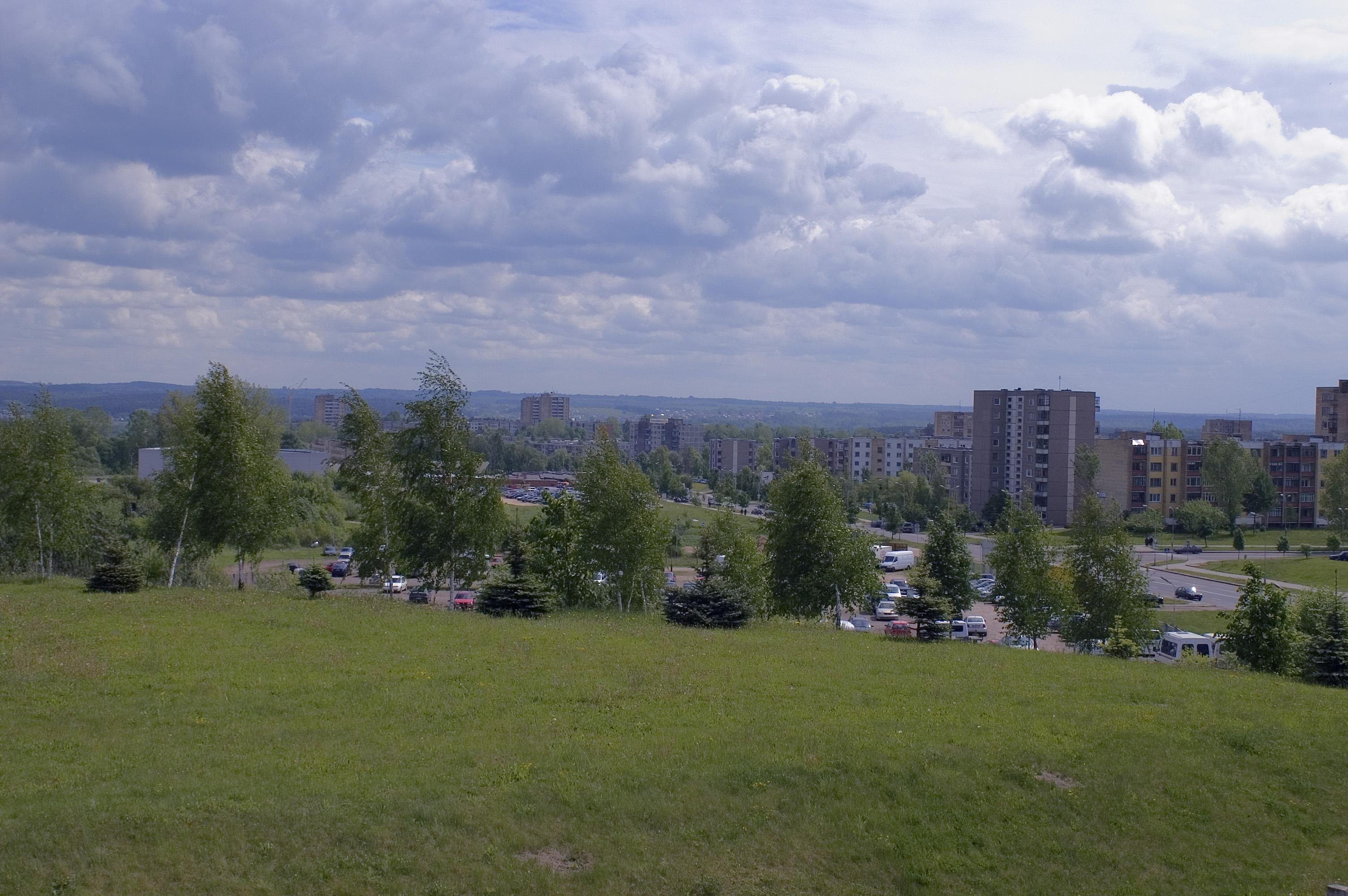
منظر عامّ لمدينة أليتس

شعار مدينة أليتس

أَلِيتُس (باللتوانية: Alytus،  تُنطق [اسمع في هذا المتصفح]) هي مدينة بجنوب ليتوانيا، وهي عاصمة مقاطعة أليتس. بلغ عدد سكانها 68.835 نسمة عام 2007.

## المناخ
يظهر الجدول التالي التغييرات المناخية على مدار السنة لأليتس:
| البيانات المناخية لـأليتس         | البيانات المناخية لـأليتس | البيانات المناخية لـأليتس | البيانات المناخية لـأليتس | البيانات المناخية لـأليتس | البيانات المناخية لـأليتس | البيانات المناخية لـأليتس | البيانات المناخية لـأليتس | البيانات المناخية لـأليتس | البيانات المناخية لـأليتس | البيانات المناخية لـأليتس | البيانات المناخية لـأليتس | البيانات المناخية لـأليتس | البيانات المناخية لـأليتس |
| الشهر                             | يناير                     | فبراير                    | مارس                      | أبريل                     | مايو                      | يونيو                     | يوليو                     | أغسطس                     | سبتمبر                    | أكتوبر                    | نوفمبر                    | ديسمبر                    | المعدل السنوي             |
| --------------------------------- | ------------------------- | ------------------------- | ------------------------- | ------------------------- | ------------------------- | ------------------------- | ------------------------- | ------------------------- | ------------------------- | ------------------------- | ------------------------- | ------------------------- | ------------------------- |
| متوسط درجة الحرارة الكبرى °م (°ف) | −2.2 (28.0)               | −1.1 (30.0)               | 3.9 (39.0)                | 11.1 (52.0)               | 18.3 (64.9)               | 21.1 (70.0)               | 22.2 (72.0)               | 22.2 (72.0)               | 16.7 (62.1)               | 11.1 (52.0)               | 4.4 (39.9)                | −0.6 (30.9)               | 10.6 (51.1)               |
| المتوسط اليومي °م (°ف)            | −5.0 (23.0)               | −4.4 (24.1)               | 0.0 (32.0)                | 6.1 (43.0)                | 12.2 (54.0)               | 15.6 (60.1)               | 16.7 (62.1)               | 16.7 (62.1)               | 12.2 (54.0)               | 7.2 (45.0)                | 2.2 (36.0)                | −2.8 (27.0)               | 6.4 (43.5)                |
| متوسط درجة الحرارة الصغرى °م (°ف) | −7.8 (18.0)               | −7.8 (18.0)               | −3.9 (25.0)               | 1.1 (34.0)                | 6.1 (43.0)                | 10.0 (50.0)               | 11.7 (53.1)               | 10.6 (51.1)               | 7.2 (45.0)                | 3.3 (37.9)                | 0.0 (32.0)                | −5.0 (23.0)               | 2.1 (35.8)                |
| معدل هطول الأمطار مم (إنش)        | 41 (1.6)                  | 27 (1.1)                  | 36 (1.4)                  | 41 (1.6)                  | 56 (2.2)                  | 74 (2.9)                  | 80 (3.1)                  | 70 (2.8)                  | 60 (2.4)                  | 48 (1.9)                  | 51 (2.0)                  | 50 (2.0)                  | 634 (25.0)                |
| متوسط أيام هطول الأمطار           | 8                         | 9                         | 14                        | 16                        | 16                        | 12                        | 13                        | 14                        | 12                        | 14                        | 8                         | 7                         | 143                       |
| المصدر:                           |                           |                           |                           |                           |                           |                           |                           |                           |                           |                           |                           |                           |                           |

## توأمة
لأليتس اتفاقيات توأمة مع كل من:
- روتشستر
- أوبولي (1993 - )[9]
- Botkyrka Municipality [الإنجليزية]‏
- ألبانو لاتسيالي
- سان مارتن
- بيتروزوفودسك (1 نوفمبر 2007 - )

## أعلام
- فيداس تشيبوكيتيس
- دارفيداس شيرناس
- فيدا كارينياوسكاس
- ميندوجاس كاتيليناس
- أكسانا